# Télécinéromandie
Télécinéromandie également intitulée TCR ou Téléciné est une chaîne de télévision suisse fondée en 1983 par Miguel Stucky et Christian Defaye. Cette chaîne à péage comme son nom l'indique a diffusé principalement des films de cinéma. Unique antenne de télévision privée de Suisse romande, cette chaîne n'a jamais atteint le succès escompté.

## Histoire
Télécinéromandie est la propriété de l'Association suisse concessionnaire pour la télévision par abonnement (ACTA), elle-même détentrice de la concession de télédiffusion accordée par le Conseil fédéral suisse, le 19 septembre 1983.
La société Télécinéromandie est fondée à la fin de l'été 1983 mais la chaîne démarre ses émissions sur le câble, sur le canal 69 UHF, le 30 novembre 1985.
La chaîne est censé obtenir 12 000 abonnés mais elle n'obtient pas plus de 5 000 à 6 000 abonnés dans ses premières années. À son lancement, les émissions sont définies en 3 catégories et l'abonnement est modulable : une catégorie dessin animé Ciné jeunesse à 9 CHF par mois, une catégorie film et série Cinéma cinéma à ~27 CHF par mois et une catégorie film pour adulte Projections privées à ~20 CHF par mois. En raison d'un tarif élevé d'abonnement soit 68 francs suisses par mois à ses débuts, puis réduit à 36 CHF vers 1990), un marché romand relativement restreint et les règles restrictives sur la publicité définies par l'OFCOM et la Loi suisse sur la radio et télévision (LRTV) entrainent finalement l'arrêt de la diffusion en 1991.
Le 17 avril 1990, Télécinéromandie est constitué en société anonyme et est doté d'un capital de 5 000 000 CHF. De mai 1991 à mars 1992, la chaîne interrompt ses émissions sur le canal 69 UHF. Le 23 août 1991, la chaîne comprenant ses 10 000 abonnés est finalement rachetée par les frères Modoux et leur entreprise Audio Films (plus particulièrement par Jean-François Modoux), les studio de la chaîne sont déplacés d'Ecublens à Rossens et les émissions reprennent sur le câble le 1er septembre 1991. Télécinéromandie déposa finalement son bilan le 6 décembre 1993,. Télécinéromandie laisse 25 employés sur le carreau et engendre plus de 40 millions de perte à ses différents actionnaires ; sept administrateurs se sont succédé à sa tête en dix ans.
En 2003, la chaîne TVM3 reprend les anciens studios de Télécinéromandie à Écublens pour son exploitation.

## Identité visuelle

Premier logo de Téléciné, utilisé de 1985[9],[10] à 1988.
Logo alternatif de la chaîne entre 1985 et 1988.
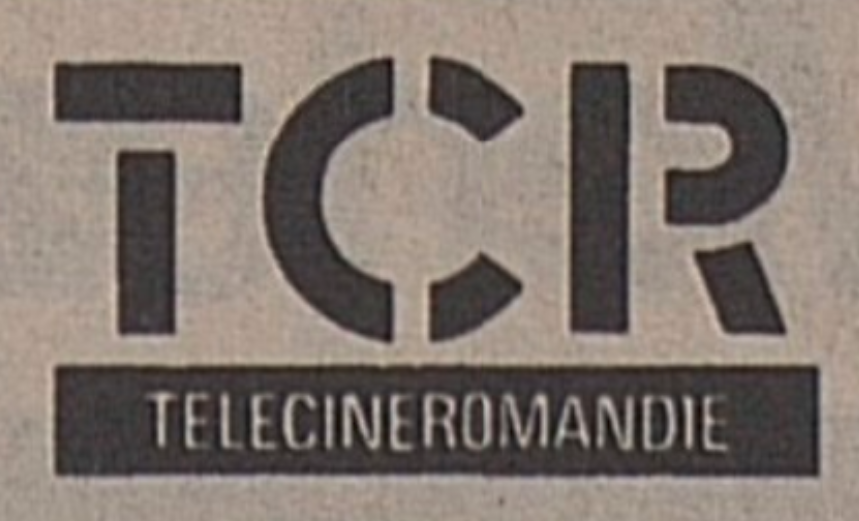
Deuxième logo de Télécinéromandie, utilisé de 1988 à 1993[11].

## Diffusion
Durant sa courte existence, la chaîne est diffusée sur les téléréseaux et en hertzien, avec notamment le canal 69 sur l'émetteur de la Barillette.
Les programmes sont cryptés à l'instar de Canal+ à ses débuts par le contrôle d'accès Discret 11 et peuvent être décodés grâce à un abonnement et un décodeur adapté. Plusieurs plages en clair dont quotidiennement visibles sans décodeur.
Après l'arrêt de cette chaine, le canal 69 UHF est réemployé par la SSR dès 1994 pour la chaîne S Plus puis pour Suisse 4 et TSR 2, jusqu'au 25 juin 2007, date de coupure définitive de la télédiffusion hertziennes en Suisse romande.

## Émissions[12]
- Entrée Libre, émission de cinéma non cryptée (bandes annonces, extraits) coanimée par Lolita Morena (miss Suisse 1992)
- Cinéma Cinéma, diffusion de films
- Ciné jeunesse,
- Projections privées, films de la nuit pour adultes
- Ciné-jeu, émission non cryptée
- Ciné-journal suisse, émission non cryptée
- Au fil des mots, jeu télévisé non crypté
- Détente
- Trailer
- Captain Nice
- Programme Jeunesse, émission non cryptée
- JO rétro, émission non cryptée
- Cette semaine à Hollywood
- Cinéma scoop, émission non cryptée
- Document animalier

vers 1991 :
- La Pluie d'étoiles, émission animée chaque soir en direct par Sophie Vidal et Philippe Robin